# Phalops barbicornis
Phalops barbicornis är en skalbaggsart som beskrevs av Lansberge 1883. Phalops barbicornis ingår i släktet Phalops och familjen bladhorningar. Inga underarter finns listade i Catalogue of Life.